# Lamachus dispar
Lamachus dispar là một loài tò vò trong họ Ichneumonidae.